# Unfinished Business
Unfinished Business es el segundo álbum de Jay-Z y R. Kelly, tras The Best of Both Worlds en 2002. El primer sencillo fue "Big Chips".

## Lista de canciones
1. "The Return"
2. "Big Chips"
3. "We Got Em Goin'"
4. "She's Coming Home With Me"
5. "Feelin' You in Stereo"
6. "Stop"
7. "Mo' Money"
8. "Pretty Girls"
9. "Break Up (That's All We Do)"
10. "Don't Let Me Die"
11. "The Return [Remix]"

- Datos: Q1451344